# Dolenja vas pri Artičah
Dolenja vas pri Artičah – wieś w Słowenii, w gminie Brežice. W 2018 roku liczyła 106 mieszkańców.